# Barbara Kudrycka
Barbara Kudrycka (Kolno; 22 de Janeiro de 1956 — ) foi uma política da Polónia. Ministra da Ciência e Ensino Superior (2007-2013). Ela foi eleita para a Sejm em 9 de Setembro de 2011 com  41047 votos em 24 no distrito de Białystok, candidato pelas listas do partido Plataforma Cívica‎. Ela foi membro do Parlamento Europeu de 2004 a 2007, de 2015.
Ela também foi membro da Sejm 2011-2015.